# Atlantische steur
De Atlantische steur (Acipenser oxyrinchus) is een straalvinnige vissensoort uit de familie van de steuren (Acipenseridae).

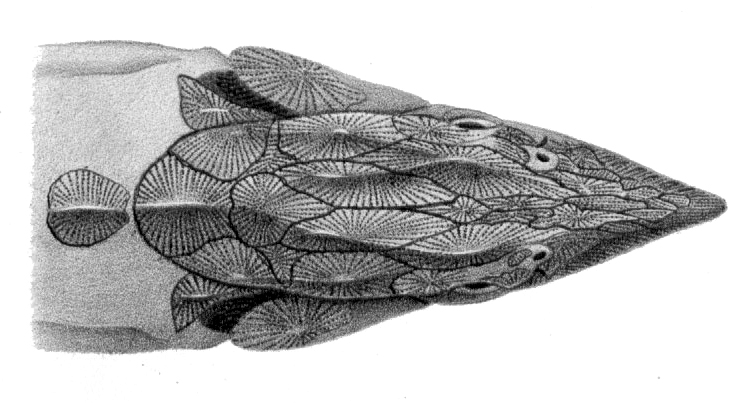
Bovenzijde van de kop

De vis kan een lengte bereiken van 4,3 m en een gewicht van 360 kg. De kleur van het lichaam is blauwachtig zwart of olijfbruin met lichtere zijkanten en een witte buik. De Atlantische steur kan een leeftijd bereiken van ongeveer zestig jaar.
De soort is voornamelijk inheems aan de Atlantische kust van Canada en de Verenigde Staten. Tot voor kort werd aangenomen dat er langs de Europese Atlantische kust maar een steursoort voorkwam: de Europese steur (Acipenser sturio). Genetisch, morfologisch en archeologisch bewijs laat echter zien dat de Atlantische steur, tot dan toe alleen bekend uit Noord-Amerika, óók hier al lange tijd voorkwam. Meer dan duizend jaar geleden was het in de Noordzee zelfs de dominante steursoort. In de 19e en 20e eeuw was de Europese steur nog de enige steursoort in de Noordzee, terwijl de Atlantische steur toen nog voorkwam in de Oostzee. Inmiddels wordt de Atlantische steur als uitgestorven beschouwd in Europa, maar in Polen wordt een herintroductie voorbereid.
De Atlantische steur is anadroom, dat wil zeggen dat het in zee opgroeit en de hierin uitstromende rivieren optrekt om te paaien. Het belangrijkste voedsel van de Atlantische steur omvat diverse bentische organanismen als schaaldieren, wormen en weekdieren. Door het afdammen van rivieren, baggerwerkzaamheden, grondwaterwinning, irrigatie en andere onttrekkingen van oppervlaktewater en stromingswijzigingen wordt het leefgebied van de soort bedreigd. Door de internationale natuurbeschermingsorganisatie IUCN is de soort als 'kwetsbaar' aangewezen.

## Golfsteur

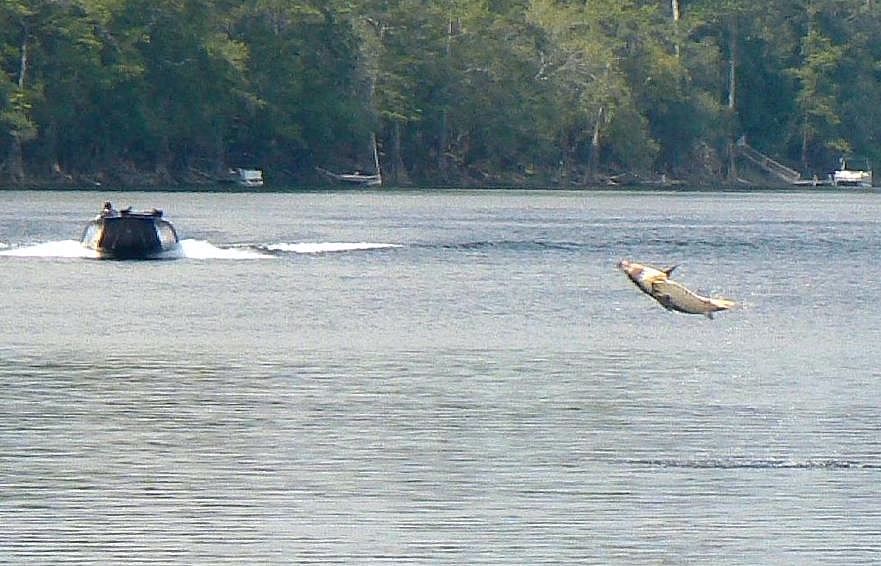
Springende Golfsteur op de Suwannee River in Florida. Grote springende steuren kunnen ernstig letsel toebrengen aan mensen die in de weg zitten.

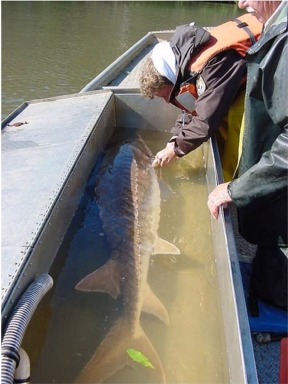
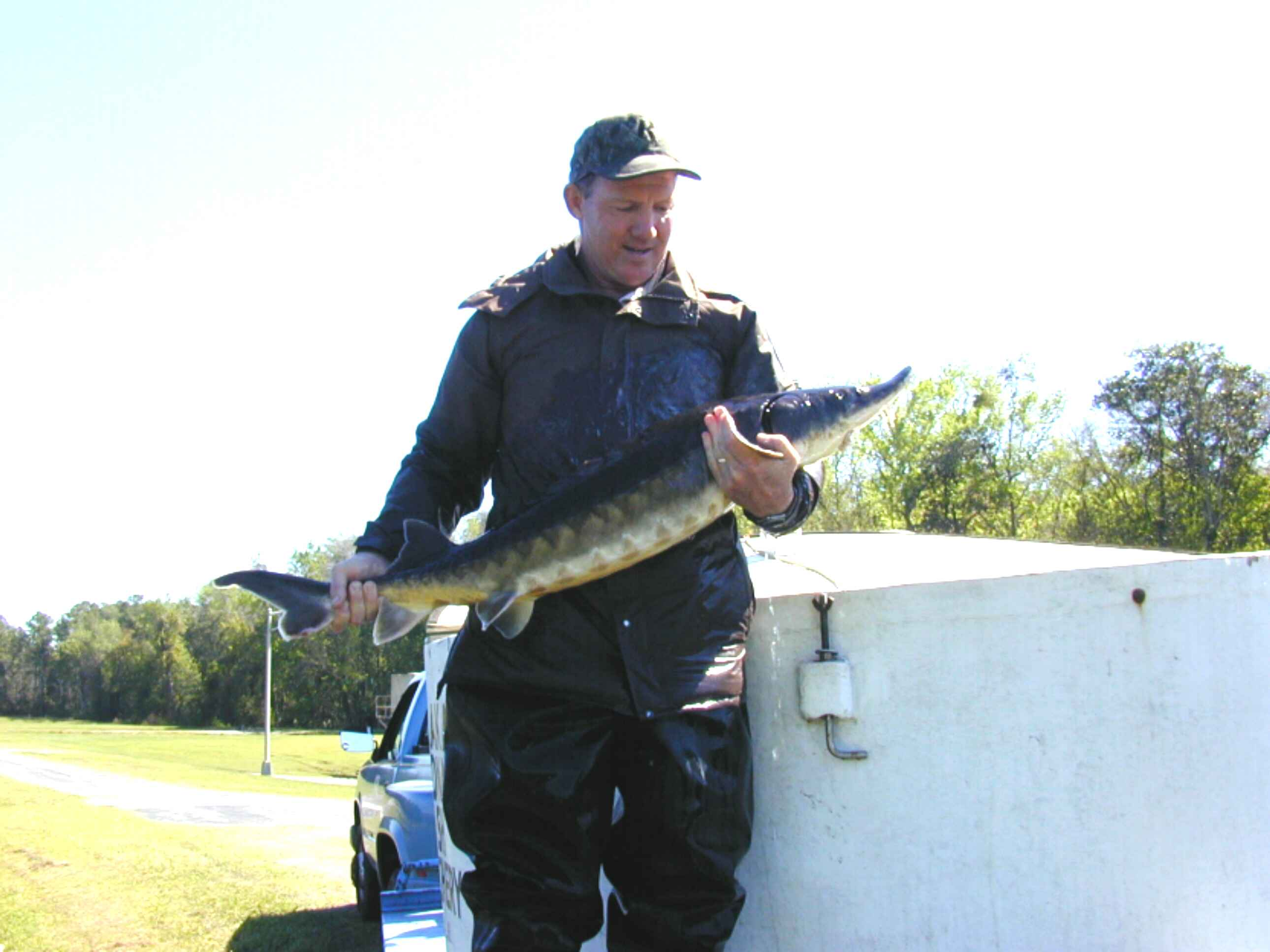
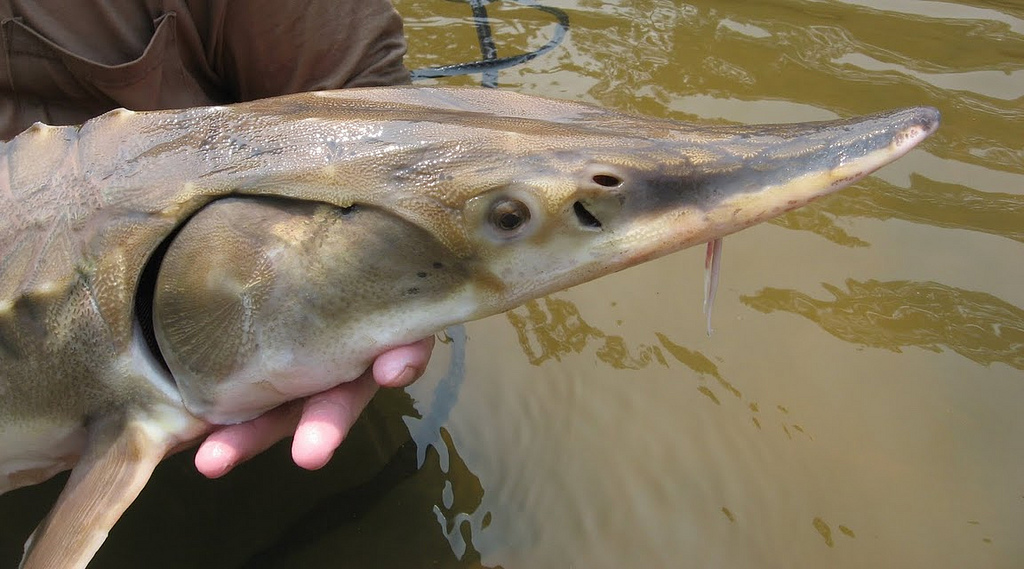
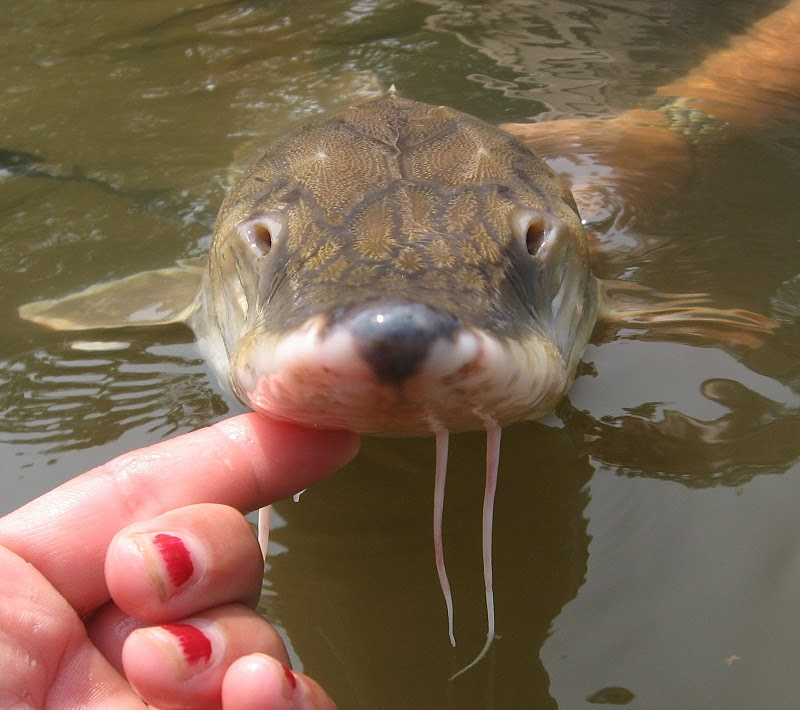

De golfsteur (Acipenser oxyrinchus desotoi) die voorkomt in de Golf van Mexico wordt beschouwd als een aparte ondersoort van de Atlantische steur. De Atlantische steur heeft in dat geval als wetenschappelijke ondersoortnaam Acipenser oxyrinchus oxyrinchus.
Het is visueel niet mogelijk om de golfsteur te onderscheiden van de Atlantische steur, omdat het belangrijkste verschil de lengte van de milt betreft, wat een inwendig orgaan is. Golfsteur heeft een miltlengte van gemiddeld 12,3% van hun vorklengte, terwijl Atlantische steur een miltlengte heeft van gemiddeld 5,7% van hun vorklengte. Kleinere morfologische verschillen omvatten de relatieve koplengte, de vorm van de dorsale platen en de lengte van de borstvin. Genetische verschillen tussen de beide ondersoorten zijn bestudeerd en duiden erop dat reproductieve isolatie plaatsvond in de Pleistoceen periode. Gedragsverschillen zijn duidelijker, vooral de voedingsgewoonten. Volwassen golfsteuren eten voornamelijk, of mogelijk alleen in de winter, wanneer ze zich in het zoute of brakke (kust)wateren bevinden, en eten weinig tot niets gedurende de rest van het jaar wanneer ze zich in (zoete) rivieren bevinden. Hun gewichten variëren in overeenstemming met dit eetpatroon, met aanzienlijke gewichtstoename in de winter en kleinere gewichtsverlies in de zomer. Hun dieet bestaat uit diverse bentische organismen als weekdieren en kreeftachtigen. Hun unieke voedingspatroon weerspiegelt mogelijk een aanpassing om paralytic shellfish poisoning (PSP) te voorkomen die samenvalt met hogere algenbloei in de zomer.
Acipenser oxyrinchus

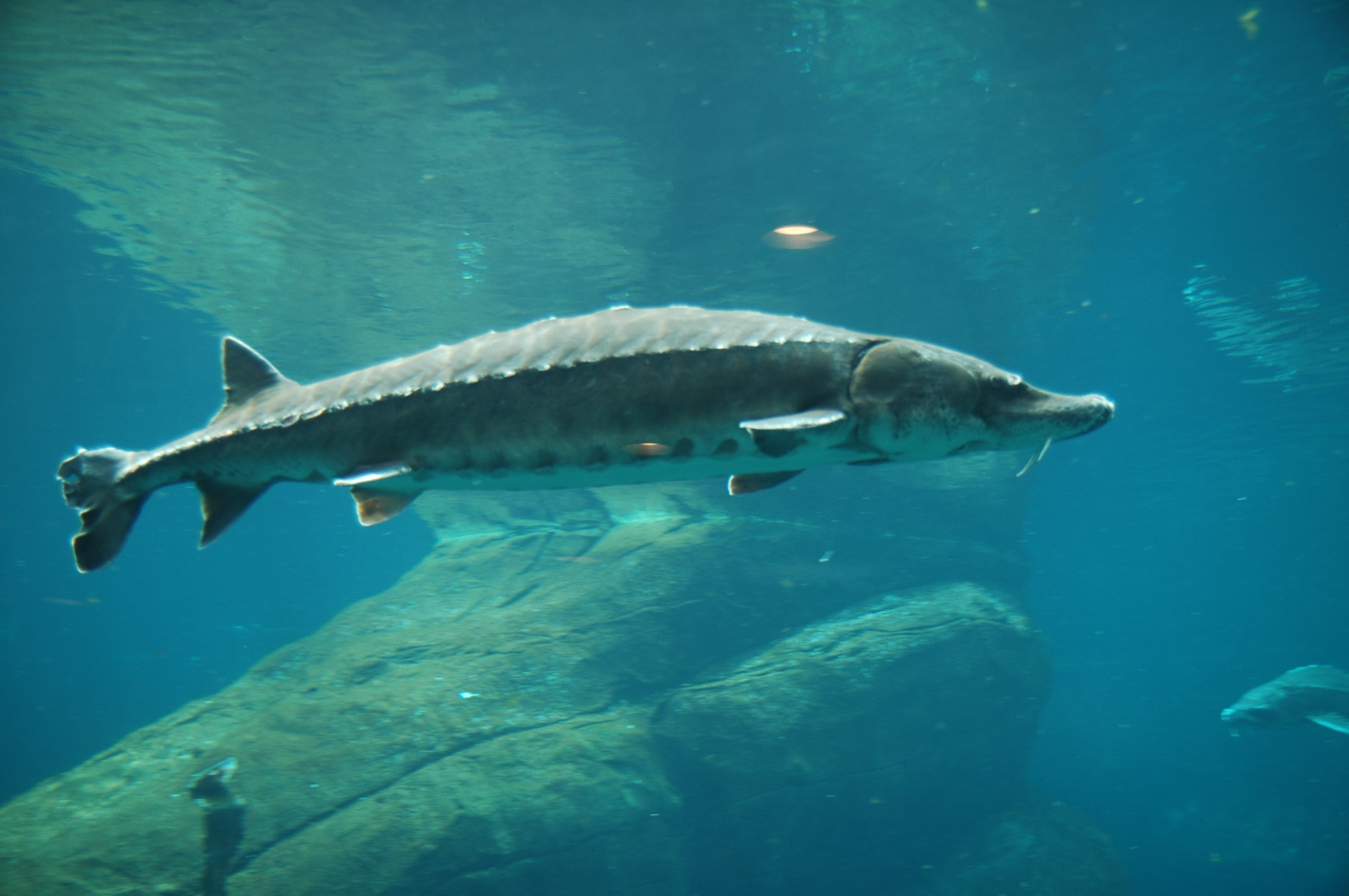
Montreal Biodome
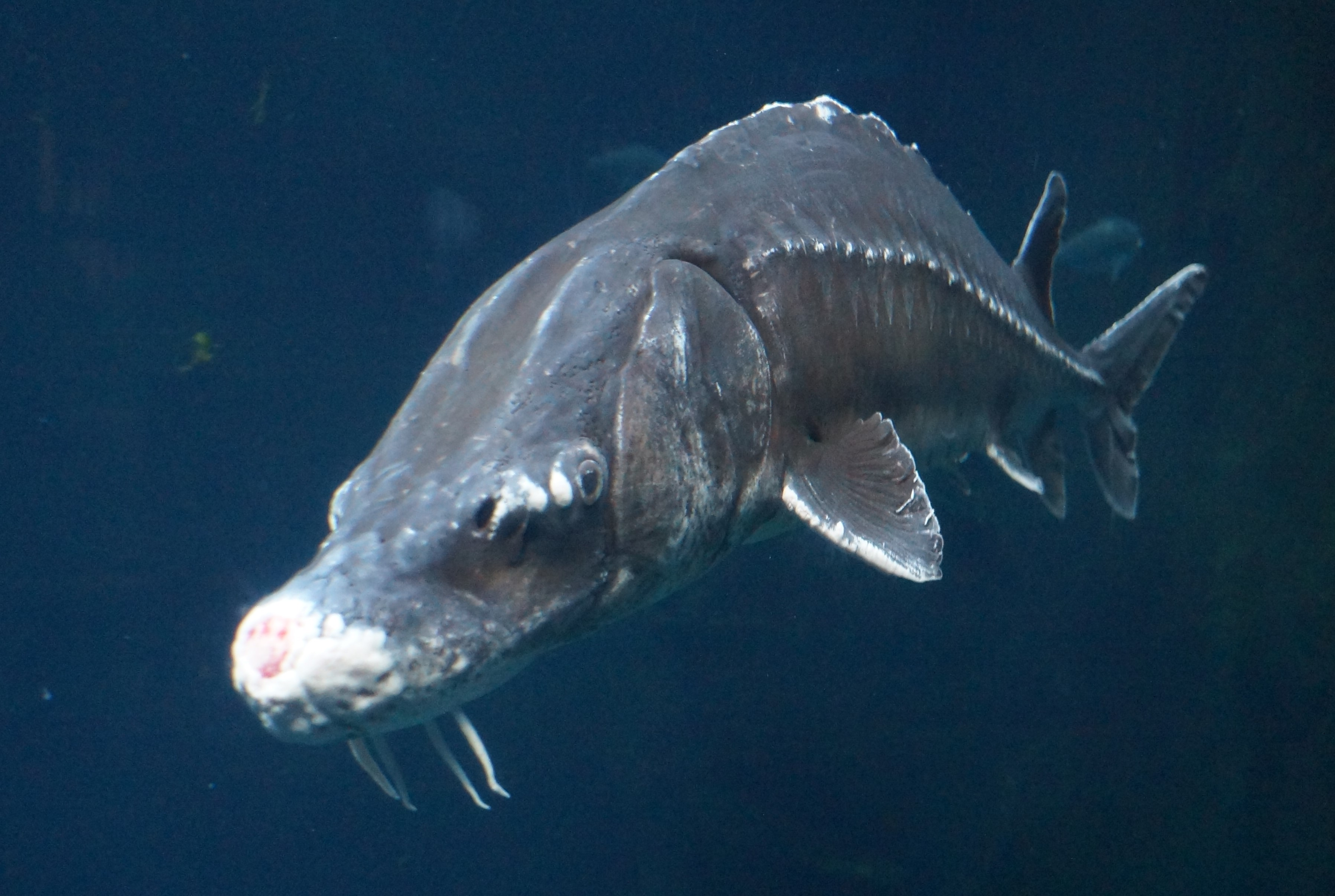
Montreal Biodome
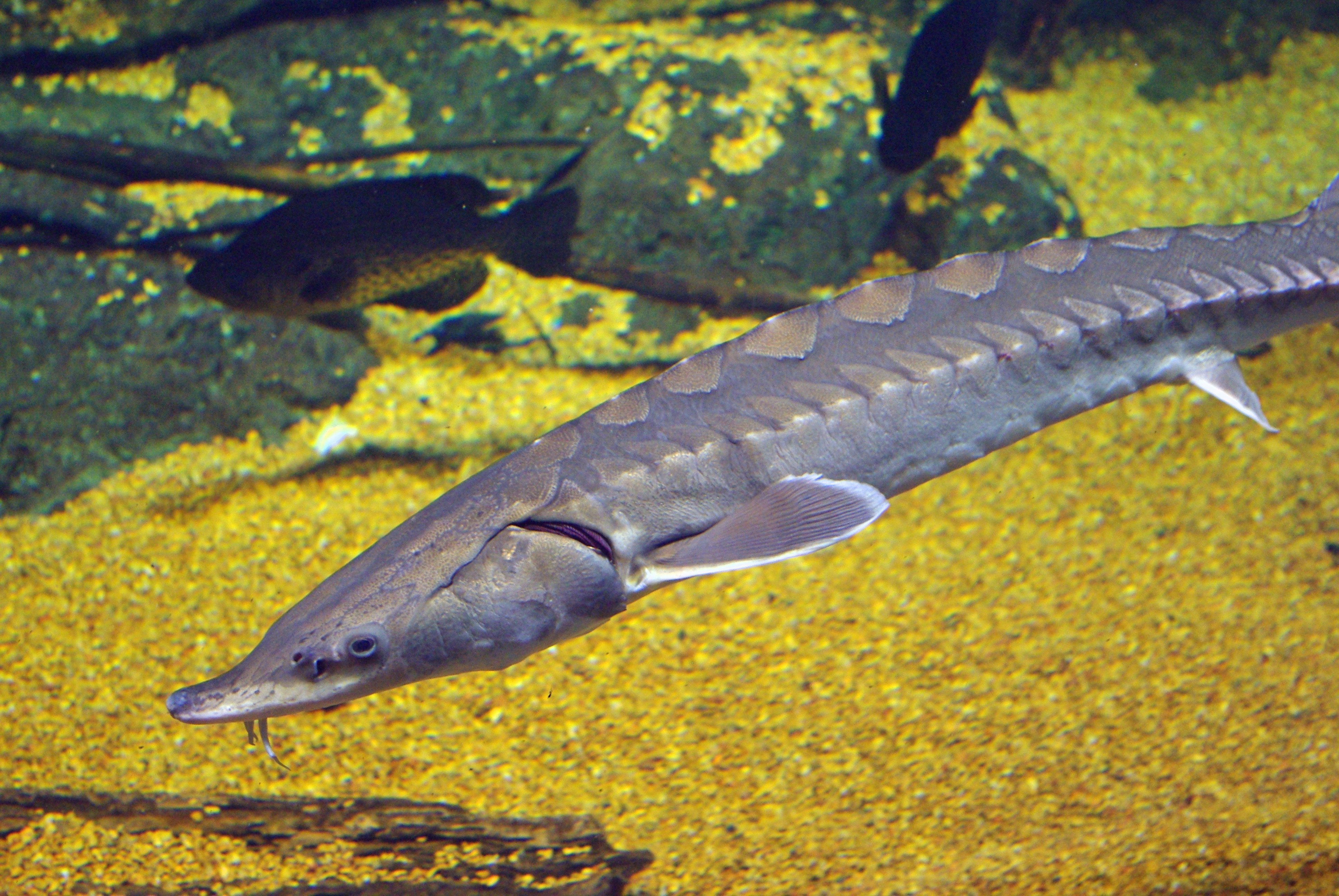
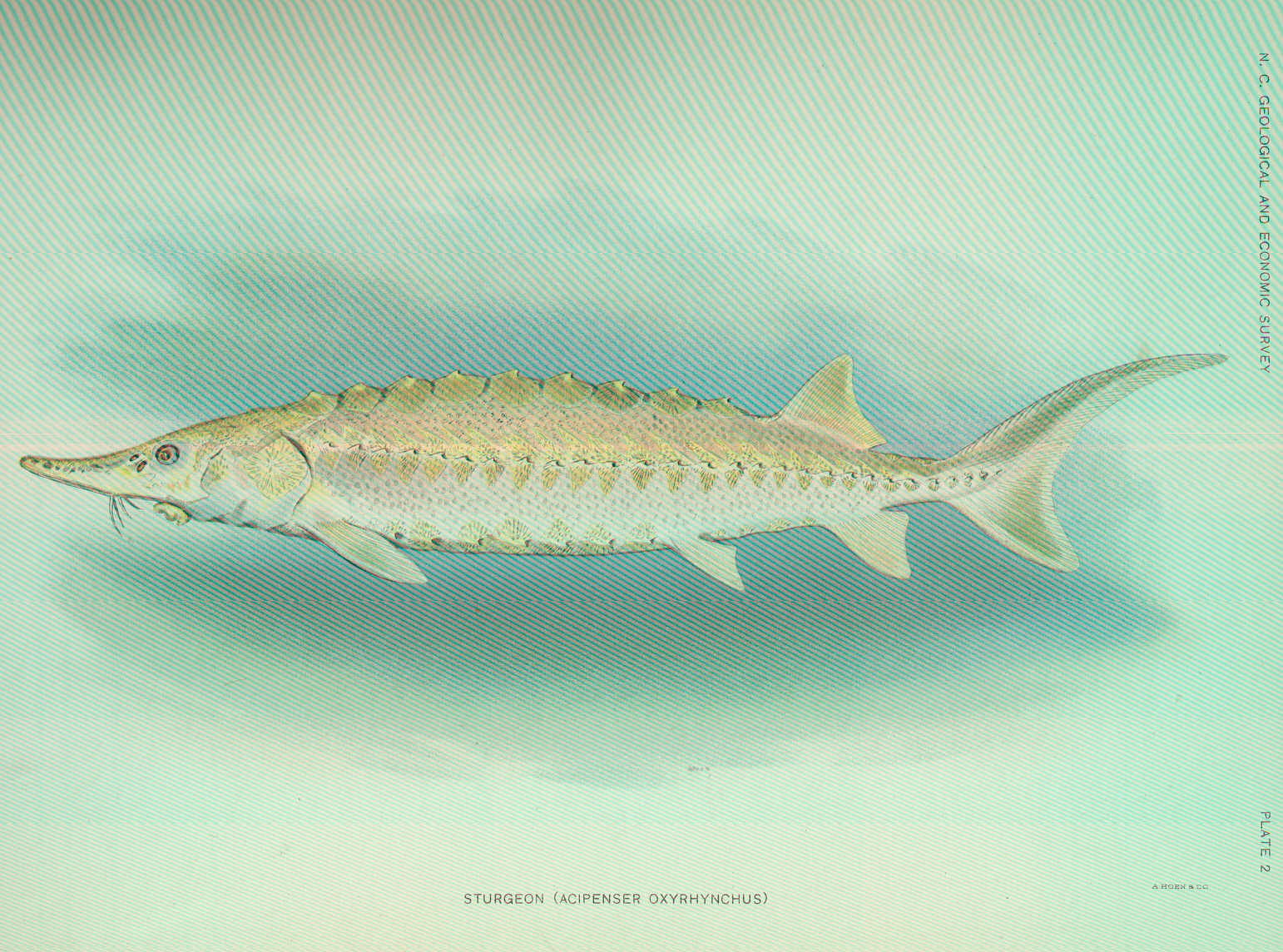

Acipenser oxyrinchus desotoi